# Чемпионат мира по хоккею с шайбой среди женщин
Чемпионат мира по хоккею с шайбой среди женских команд — соревнование, организуемое Международной федерацией хоккея с шайбой.

## Регламент
Турнир проводится ежегодно, за исключением годов проведения зимних Олимпийских игр. К участию допускаются женские национальные сборные команды по хоккею с шайбой.
Турнир организован по системе с разделением на несколько дивизионов — ТОП-дивизион, а также несколько низших дивизионов, участие в играх которых принимают команды более низкого спортивного мастерства. Количество низших дивизионов зависит от количества поданных для участия заявок. В каждом дивизионе проводится самостоятельный турнир. Между дивизионами происходит ежегодная ротация команд — лучшие команды переходят в более высокий дивизион, худшие выбывают в более низкий. Победитель турнира в ТОП-дивизионе объявляется чемпионом мира среди женских команд.

## История
Первый международный турнир по хоккею с шайбой среди женских команд прошёл с 21 по 26 апреля 1987 года в Норт-Йорке ( Онтарио, Канада). В турнире приняли участие 7 женских сборных команд, в том числе сборная команда провинции Онтарио, как команда принимающей стороны. Турнир выиграла команда Канады. Во время проведения турнира состоялась встреча представителей участвующих сторон с целью разработки стратегии лоббирования в ИИХФ организации чемпионата мира по хоккею с шайбой для женских команд.
Первый официальный турнир был проведён 19-25 марта 1990 года в Оттаве (Канада). В турнире приняло участие 8 команд: команды Канады и США, а также команда Японии, выигравшая азиатский квалификационный турнир и 5 команд, прошедших квалификационный отбор в европейской зоне. Роль квалификационного турнира для европейских сборных играл 1-й чемпионат Европы по хоккею с шайбой среди женских команд, проведенный в 1989 году. Игры на первом официальном чемпионате мира проводились только в ТОП-дивизионе.
Первоначально турнир проводился раз в два года. Однако, уже спустя три турнира система дала сбой — в 1996 году вместо игр чемпионата мира был проведён 2-й (и последний) турнир Pacific Rim Championship, в рамках которого не выступали европейские команды. В 1998 году чемпионат не проводился из-за зимних Олимпийских игр. С этого времени чемпионат мира не проводится в года проведения зимних Олимпийских игр.
Следующий чемпионат мира прошёл в 1999 году. С этого года он стал ежегодным и приобрёл нынешний формат. Дважды — в 2003 и 2020 годах — турнир был отменён из-за эпидемий.

### Призёры
| 1990 | Оттава                       | Канада                                     | 5–2                                        | США                                        |                                            | Финляндия                                  | 6–3                                        | Швеция                                     |
| 1992 | Тампере                      | Канада                                     | 8–0                                        | США                                        | Финляндия                                  | 5–4                                        | Швеция                                     |                                            |
| 1994 | Лейк-Плэсид                  | Канада                                     | 6–3                                        | США                                        | Финляндия                                  | 8–1                                        | Китай                                      |                                            |
| 1997 | Китченер                     | Канада                                     | 4–3 Овертайм                               | США                                        | Финляндия                                  | 3–0                                        | Китай                                      |                                            |
| 1999 | Эспоо, Вантаа                | Канада                                     | 3–1                                        | США                                        | Финляндия                                  | 8–2                                        | Швеция                                     |                                            |
| 2000 | Миссиссога                   | Канада                                     | 3–2 Овертайм                               | США                                        | Финляндия                                  | 7–1                                        | Швеция                                     |                                            |
| 2001 | Миннеаполис                  | Канада                                     | 3–2                                        | США                                        | Россия                                     | 2–1                                        | Финляндия                                  |                                            |
| 2003 | Пекин                        | отменён из-за эпидемии атипичной пневмонии | отменён из-за эпидемии атипичной пневмонии | отменён из-за эпидемии атипичной пневмонии | отменён из-за эпидемии атипичной пневмонии | отменён из-за эпидемии атипичной пневмонии | отменён из-за эпидемии атипичной пневмонии | отменён из-за эпидемии атипичной пневмонии |
| 2004 | Галифакс, Дартмоуз           | Канада                                     | 2–0                                        | США                                        |                                            | Финляндия                                  | 3–2                                        | Швеция                                     |
| 2005 | Линчёпинг, Норрчёпинг        | США                                        | 1–0 Буллиты                                | Канада                                     | Швеция                                     | 5–2                                        | Финляндия                                  |                                            |
| 2007 | Виннипег, Селкирк (Манитоба) | Канада                                     | 5–1                                        | США                                        | Швеция                                     | 1–0                                        | Финляндия                                  |                                            |
| 2008 | Харбин                       | США                                        | 4–3                                        | Канада                                     | Финляндия                                  | 4–1                                        | Швейцария                                  |                                            |
| 2009 | Хямеенлинна                  | США                                        | 4–1                                        | Канада                                     | Финляндия                                  | 4–1                                        | Швеция                                     |                                            |
| 2011 | Цюрих, Винтертур             | США                                        | 3–2 Овертайм                               | Канада                                     | Финляндия                                  | 3–2 Овертайм                               | Россия                                     |                                            |
| 2012 | Берлингтон                   | Канада                                     | 5–4 Овертайм                               | США                                        | Швейцария                                  | 6–2                                        | Финляндия                                  |                                            |
| 2013 | Оттава                       | США                                        | 3–2                                        | Канада                                     | Россия                                     | 2–0                                        | Финляндия                                  |                                            |
| 2015 | Мальмё                       | США                                        | 7–5                                        | Канада                                     | Финляндия                                  | 4–1                                        | Россия                                     |                                            |
| 2016 | Камлупс                      | США                                        | 1–0 Овертайм                               | Канада                                     | Россия                                     | 1–0 Буллиты                                | Финляндия                                  |                                            |
| 2017 | Плимут (Мичиган)             | США                                        | 3–2 Овертайм                               | Канада                                     | Финляндия                                  | 8–0                                        | Германия                                   |                                            |
| 2019 | Эспоо                        | США                                        | 2–1 Буллиты                                | Финляндия                                  | Канада                                     | 7–0                                        | Россия                                     |                                            |
| 2020 | Галифакс, Труро              | отменён из-за пандемии коронавируса        | отменён из-за пандемии коронавируса        | отменён из-за пандемии коронавируса        | отменён из-за пандемии коронавируса        | отменён из-за пандемии коронавируса        | отменён из-за пандемии коронавируса        | отменён из-за пандемии коронавируса        |
| 2021 | Калгари                      | Канада                                     | 3–2 Овертайм                               | США                                        |                                            | Финляндия                                  | 3–1                                        | Швейцария                                  |
| 2022 | Хернинг, Фредериксхавн       | Канада                                     | 2–1                                        | США                                        | Чехия                                      | 4–2                                        | Швейцария                                  |                                            |
| 2023 | Брамптон                     | США                                        | 6–3                                        | Канада                                     | Чехия                                      | 3–2                                        | Швейцария                                  |                                            |
| 2024 | Ютика                        | Канада                                     | 6–5 Овертайм                               | США                                        | Финляндия                                  | 3–2 Буллиты                                | Чехия                                      |                                            |
| 2025 | Ческе-Будеёвице              | США                                        | 4–3 Овертайм                               | Канада                                     | Финляндия                                  | 4–3 Овертайм                               | Чехия                                      |                                            |

### Медальная таблица
| № | Страна    | Золото | Серебро | Бронза | Всего |
| 1 | Канада    | 13     | 10      | 1      | 24    |
| 2 | США       | 11     | 13      | 0      | 24    |
| 3 | Финляндия | 0      | 1       | 15     | 16    |
| 4 | Россия    | 0      | 0       | 3      | 3     |
| 5 | Швеция    | 0      | 0       | 2      | 2     |
| 5 | Чехия     | 0      | 0       | 2      | 2     |
| 7 | Швейцария | 0      | 0       | 1      | 1     |

### Участие на чемпионатах мира
| №  | Страна    | Всего |
| 1  | Канада    | 24    |
| 2  | США       | 24    |
| 3  | Финляндия | 24    |
| 4  | Швеция    | 23    |
| 5  | Швейцария | 21    |
| 6  | Германия  | 19    |
| 7  | Россия    | 17    |
| 8  | Япония    | 13    |
| 9  | Китай     | 12    |
| 10 | Чехия     | 9     |
| 11 | Норвегия  | 5     |
| 11 | Казахстан | 5     |
| 13 | Дания     | 4     |
| 13 | Венгрия   | 4     |
| 15 | Словакия  | 2     |
| 15 | Франция   | 2     |